# Pheidole fiorii
Pheidole fiorii är en myrart som beskrevs av Carlo Emery 1890. Pheidole fiorii ingår i släktet Pheidole och familjen myror. Inga underarter finns listade i Catalogue of Life.